# Christoph Jauernik
Christoph Jauernik (Eisenach, 20 maart 1984) is een Duits voormalig handballer. Vanaf het seizoen 2019/2020 is hij trainer/coach van Limburg Lions.

## Biografie
Jauernik speelde tijdens zijn actieve loopbaan als spelverdeler zes jaar lang in de tweede Bundesliga, waarvan drie jaar voor zijn club ThSV Eisenach. Op zijn 26e moest hij na een schouderblessure noodgedwongen een punt achter zijn spelersloopbaan zetten. Bij ThSV Eisenach kreeg hij de kans om zich als trainer-coach verder te ontwikkelen.
Vanaf 2010 bekleedde Jauernik bij Eisenach de functies van assistent-trainer en opleidingstrainer. In 2013 behaalde hij als coach zijn A-licentie binnen de Duitse handbalbond waarna hij in 2016 de leiding kreeg over het eerste team. Na een succesvol eerste seizoen, dat werd afgesloten met een zevende plek in de tweede Bundesliga, nam Eisenach het halverwege seizoen 2017-2018 afscheid van zijn trainer. Vanaf het seizoen 2019/2020 ging Jauernik aan de slag als trainer-coach bij Limburg Lions. Na vier seizoenen bij de Limburg Lions maakte de club bekend dat Jauernik na de zomer bij het Oosterijkse Handball Tirol gaat coachen.
1. Mike Kusters ·
2. Jens Dijkstra ·
4. Koen van Dijk ·
6. Rob Schmeits ·
8. Luca van Straaten ·
9. Thomas Dekker ·
12. Scott de Hoogh ·
14. Serge Heijnen ·
16. Bram Kleijkers ·
18. Ivo Steins ·
19. Joris Baart ·
22.  Pieter Strauven ·
25. Jasper Adams ·
28. Robin Leunissen ·
32.  João Jacob Ramos ·
37. Ids Eussen ·
39. Martijn Kleijkers ·
69.  Jonas Dell ·
Coach:  Christoph Jauernik
· Assistent-coach: Lambert Schuurs
1. Mike Kusters ·
4. Koen van Dijk ·
5. Tim Roefs ·
6. Rob Schmeits ·
8. Luca van Straaten ·
14. Serge Heijnen ·
15. Lino Janssen ·
16. Bram Kleijkers ·
18. Ivo Steins ·
19. Joris Baart ·
22.  Pieter Strauven ·
23. Luuk Hoiting ·
25. Jasper Adams ·
27.  Bjorn Marquardt ·
28. Robin Leunissen ·
32.  João Jacob Ramos ·
37. Ids Eussen ·
39. Martijn Kleijkers ·
44.  Jeroen de Beule ·
Coach:  Christoph Jauernik
· Assistent-coach: Lambert Schuurs
1. Mike Kusters ·
6. Rob Schmeits ·
8. Luca van Straaten ·
11. Mats Pastoor ·
14. Serge Heijnen ·
15. Lino Janssen ·
18. Ivo Steins ·
19. Joris Baart ·
21. Roel Adams ·
22.  Pieter Strauven ·
23. Luuk Hoiting ·
25. Jasper Adams ·
32.  João Jacob Ramos ·
35. Bram Versteegden ·
Coach:  Christoph Jauernik
· Assistent-coach: Lambert Schuurs